# Dinarische Akelei
Die Dinarische Akelei (Aquilegia dinarica, in ihren Heimatländern Dinarska kandilka) ist eine Pflanzenart aus der Familie der Hahnenfußgewächse (Ranunculaceae).

## Vergleich zu anderenAquilegia-Arten
Unter den europäischen Arten gehört Aquilegia dinarica zu den sogenannten alpinen Aquilegia-Arten, die sich im Vergleich zu den an Waldhabitate angepasste Formen durch bestimmte morphologische Merkmale an offene Hochgebirgsstandorte und im Falle der Dinarischen Akelei zu Bewohnern von Felshabitate der altimediterranen Stufe entwickelt haben. Der kompakte Wuchs (Polsterpflanze), dichte Behaarung von Stängel und Blättern, die im Gegensatz zu den Waldakeleien aufrechte und nicht nickende Blüte, sowie eine verlängerte Blattspreite, die durch das Einschließen der Staubblätter Selbstbestäubung fördert, sind auffällige Merkmale zur Standortswahl. Durch ihre zweifarbigen blauen Blüten mit einer weißen Blattspreite ist sie daneben auch von Laien gut von den überwiegend violetten Waldarten zu unterscheiden. Nächstverwandt ist sie mit der Kitaibel-Akelei sowie Aquilegia ottonis. Im zentralen Südostdinarischen Raum wird die Dinarische Akelei im Bereich des Prokletije durch Aquilegia blecicii ersetzt. Diese wird wesentlich größer und hat zweifarbige, jedoch violette Blüten. Ob es sich dabei um eine echte Art handelt ist jedoch nicht zweifelsfrei geklärt.

## Beschreibung

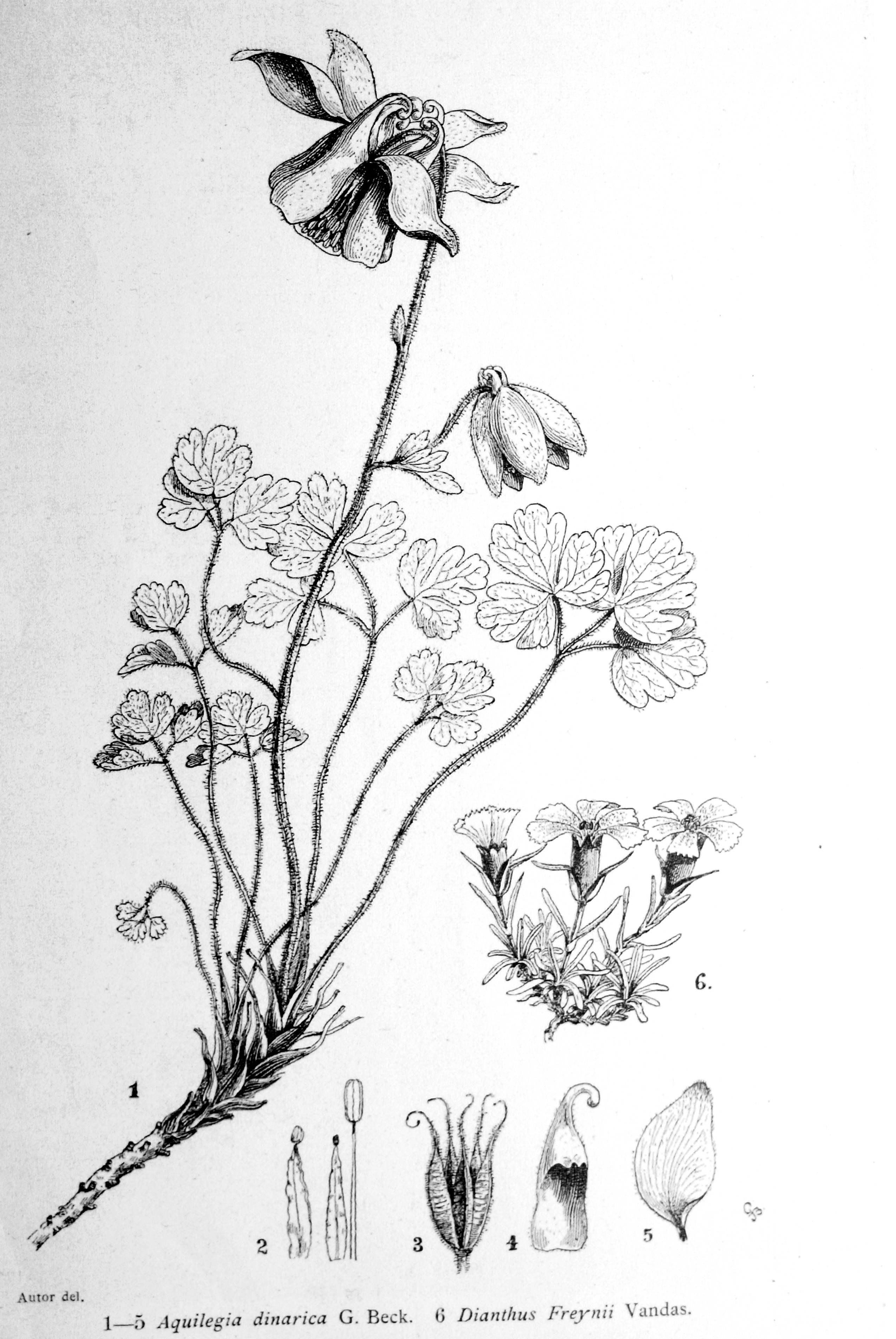
Originalzeichnung Becks von 1891 mit den Merkmalen der Dinarischen Akelei

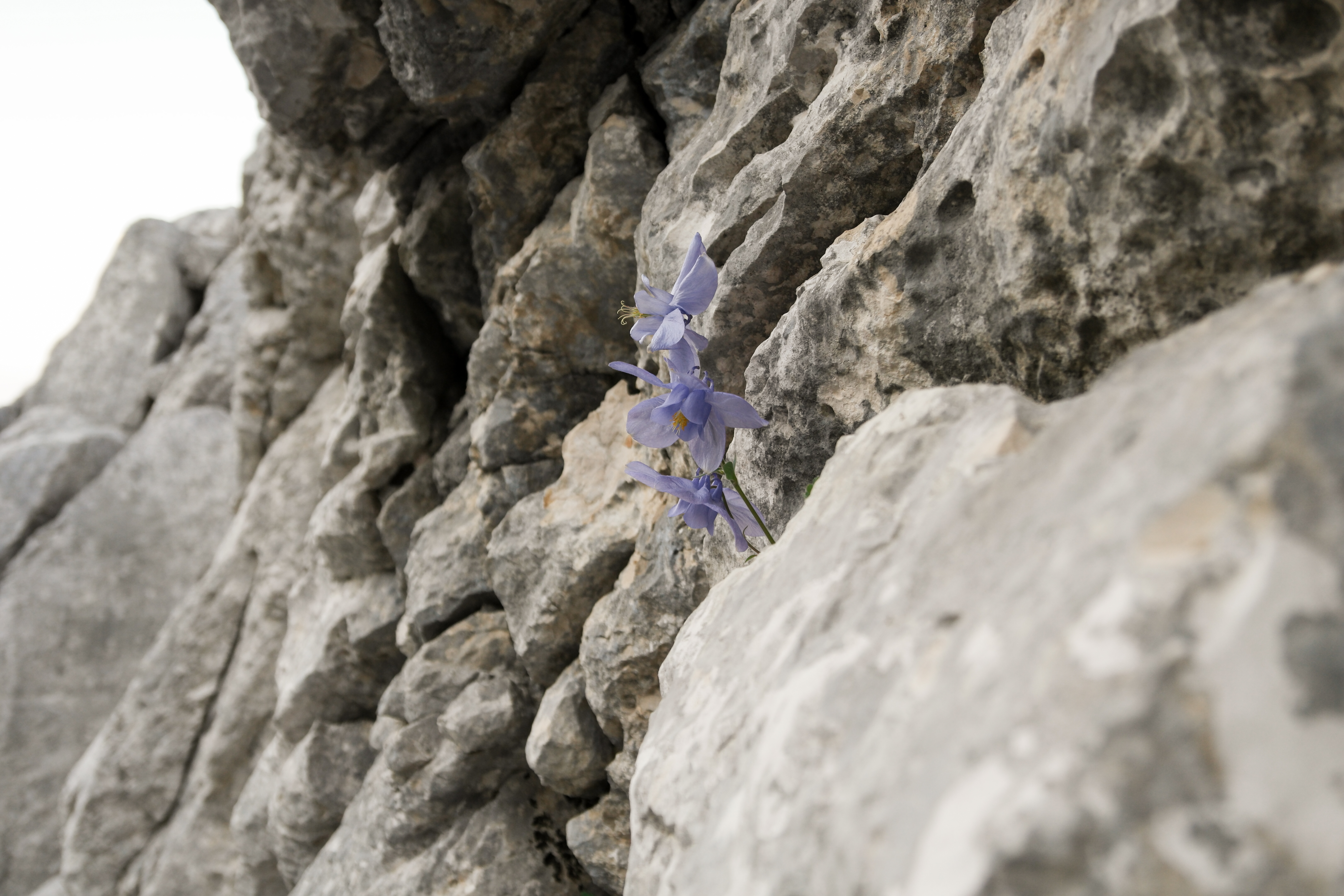
Am Naturstandort im subadriatischen die Dinarische Akelei ihre typische Habitatswahl in alte-Mediterranen Felsen. Neben der Reduktion der vegetativen Merkmale, unter anderen sind die Stängelblätter nur mehr einfach lanzettlich, ist die Selbstbestäubung fördernde Verlängerung der Kronblattspreite (Laminae) kennzeichnend.

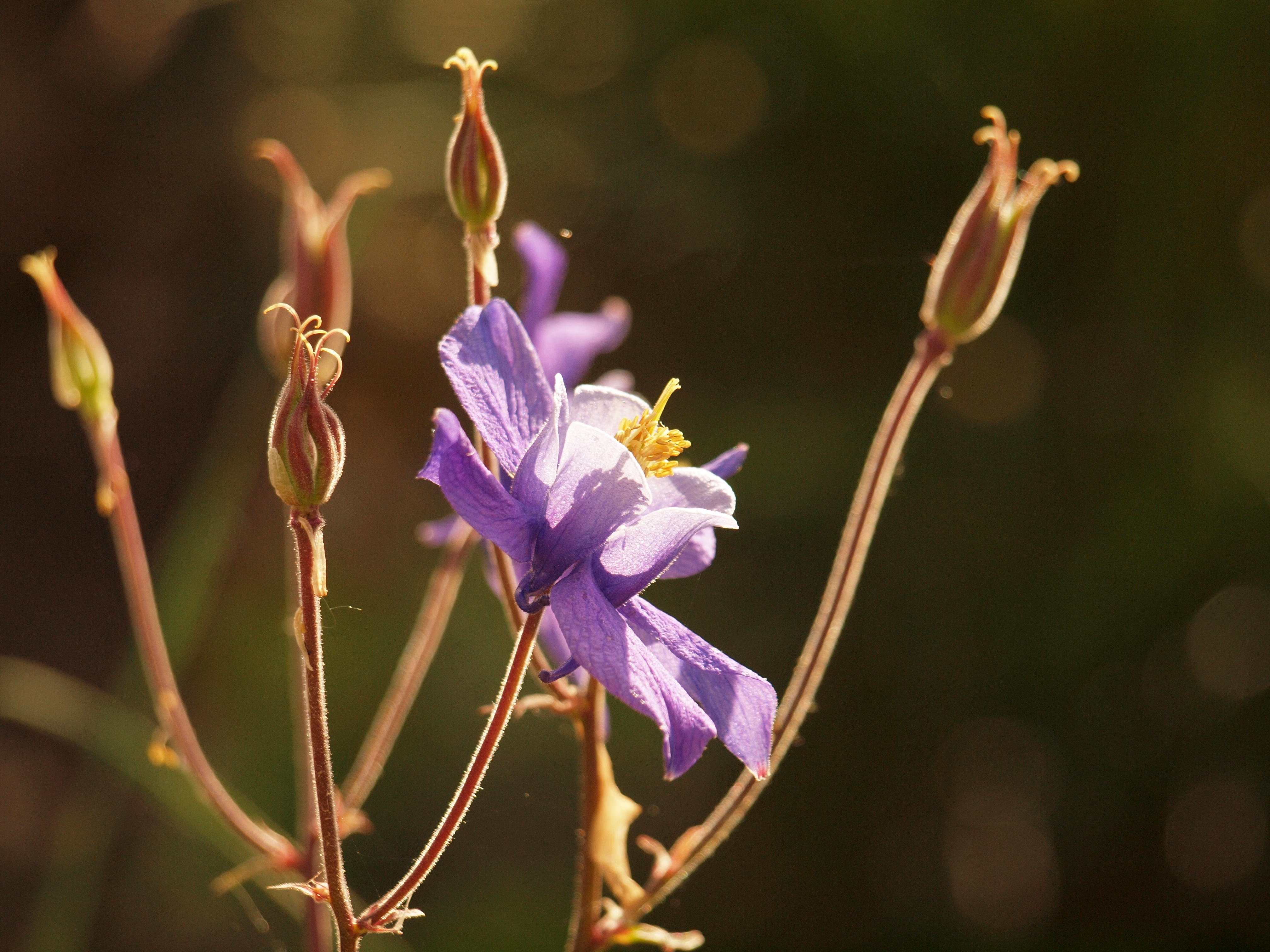
Kennzeichnen der Dinarischen Akelei sind die aufrechten blauen Blüten

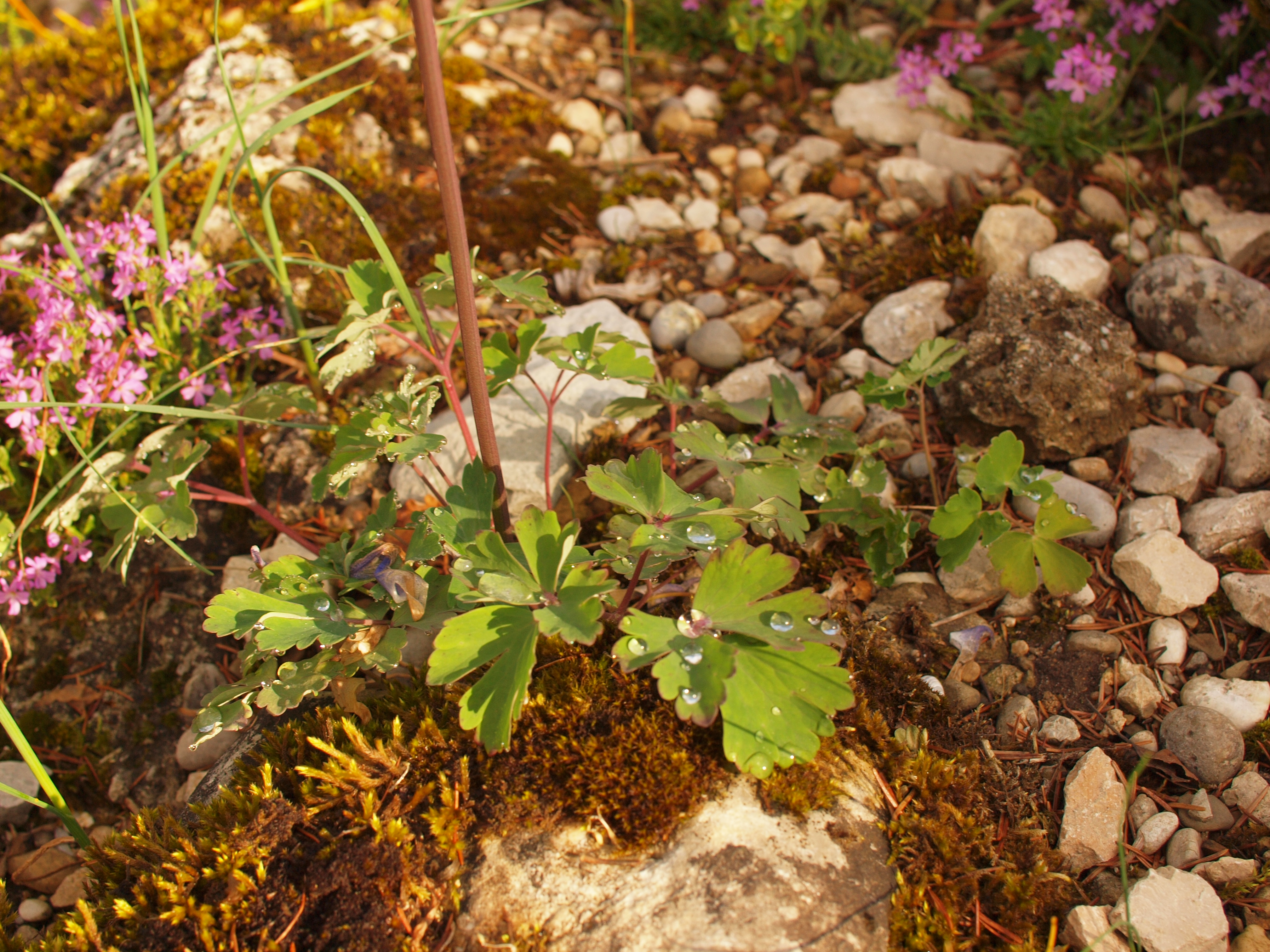
Die in einer grundständigen Rosette angeordneten Blätter sind tief eingeschnitten

Die Dinarische Akelei ist eine mehrjährige, krautige Pflanze und erreicht Wuchshöhen von etwa 25 Zentimetern. Sie besitzt ein reich verzweigtes Wurzelsystem und eine haltbare Pfahlwurzel. Der aufrechte Stängel ist dicht drüsig behaart. Die in einer lockeren, grundständigen Rosette angeordneten Laubblätter sind tief eingeschnittenen dreiteilig und beiderseits drüsig behaart.
Die Blütezeit reicht von Juli bis August. Auf einem langen Blütenstandsschaft steht ein eindständiger, traubiger Blütenstand, der drei bis fünf, gelegentlich auch mehr, aufrechte, selten nickende Blüten enthält. Die zwittrige, radiärsymmetrische, gespornte Blüte besitzt einen Durchmesser von 2 bis 3 Zentimetern. Die Kelchblätter sind lebhaft blau. Die fünf kronblattartigen Blütenhüllblätter sind weißlich und 1,8 bis 3,5 Zentimeter lang. Die Nektarblätter sind bis 2 bis 3,5 Zentimeter lang. Der 1,3 bis 1,5 Zentimeter lange Sporn ist hakig gebogen, am Ende kopfartig verdickt und dunkel gefärbt und deutlich länger als die Blütenhüllblätter der Nektarien. Die zahlreichen Staubblätter sind so lang wie die Blütenhüllblätter der Nektarien.
Die fünf bis zehn drüsig behaarten Balgfrüchte enthalten eine Vielzahl von dunklen, glänzenden Samen.

## Vorkommen
Die Dinarische Akelei gedeiht in den küstennahen Dinariden in der alpinen Höhenstufe. Diese seltene, endemische Art ist nur in Bosnien und Herzegowina, Montenegro und Nordalbanien beheimatet. Beck fand die Dinarische Akelei ursprünglich auf dem Prenj. Später wurden weitere Fundorte auf der Čvrsnica, Orjen, Troglav, sowie auf dem Maglić und im Prokletije beschrieben. Sie hat damit ein unzusammenhängendes Verbreitungsgebiet, das landeinwärts noch in die Hochgebirge der Südöstlichen Dinariden hineinreicht. Ihr nordwestlichster Fundort wird auf dem Troglav oberhalb des Livanjsko polje, der südöstlichste auf dem Perun in den Nordalbanischen Alpen angegeben. In ihren Heimatländern ist sie eine geschützte Wildpflanze.
Die Dinarische Akelei ist ein Felsbwohner der subalpinen und alpinen Zone in Höhenlagen zwischen 1200 und 2100 Meter. Insbesondere wird sie in Gesellschaften des Kalkfels-Pflanzenverbandes Micromerion croaticae Horvat angetroffen. Neben Kalkfelsen siedelt sie in Schneetälchen und am Rande von Schneegruben der Krummholz- und Alpinregion. Weiterhin ist sie in Kalkschutthalden des Verbandes Dryopteridetum villarii (Charakterart Starrer Wurmfarn – Dryopteris vilarii) verbreitet.
Im Orjen sind Standorte nahe dem Hauptgipfel näher untersucht worden. Hierbei sind zahlreiche reliktische Begleitarten mit stärker xeromorphen Merkmalen auffällig. Darunter sind viele sogenannte illyrische oder balkanische Endemiten: Potentilla speciosa, Avena compacta, Hieracium waldsteinii, Edraianthus graminifolius, Arenaria gracilis, Felsen-Moltkie (Moltkia petraea), Gnaphalium roeseri, Sesleria tenuifolia, Thymus striatus, Carex laevis, Silene saxifraga und Edraianthus serpyllifolius. Unter den Baumarten ist hier wie in den anderen Kalkgebirgen der Südost-Dinariden die Schlangenhaut-Kiefer eine Charakterart.

## Taxonomie
Synonyme sind: Aquilegia amaliae var. dinarica (Beck) Hayek und Aquilegia vulgaris subs. typica var. dinarica (Hayek) Brühl